# Henry Wellesley, I barone Cowley
Henry Wellesley, I barone Cowley (20 gennaio 1773 – Parigi, 27 aprile 1847), è stato un nobile, politico e ambasciatore britannico.

## Biografia
Era figlio di Garret Wesley, I conte di Mornington, e di sua moglie, Anne Hill-Trevor, figlia di Arthur Hill-Trevor, I visconte Dungannon. Era il fratello minore di Arthur Wellesley, I duca di Wellington – comandante delle forze anglo-alleate nella battaglia di Waterloo e per due volte primo ministro del Regno Unito di Gran Bretagna e Irlanda – e di Richard Wellesley, I marchese Wellesley, Governatore generale dell'India dal 1798 al 1805.
Educato al college di Eton e alla corte del Duca di Brunswick, Wellesley acquistò un grado da sottufficiale nel 40th Foot nel 1790.

## Carriera diplomatica
Nel 1791, cominciò la sua carriera diplomatica, quando fu nominato addetto all'ambasciata britannica a L'Aia. L'anno seguente divenne Segretario di delegazione a Stoccolma. Nel 1791 fu trasferito nel 1st Foot Guards e nel 1793 acquistò il grado di Tenente. L'anno seguente, durante un viaggio di ritorno a casa da Lisbona con la sorella Anna, fu catturato dai Francesi e rimase prigioniero durante il periodo più drammatico del Terrore, riuscendo a scappare solo nel 1795.
Nel 1797 accompagnò Lord Malmesbury come suo segretario nell'infruttuoso tentativo di negoziare una pace con i Francesi a Lilla.
In seguito nello stesso anno si imbarcò per l'India, dove divenne segretario privato del fratello maggiore Richard Wellesley (Lord Mornington), appena nominato governatore generale. Rimase in India fino al 1799 e vi tornò dal 1801 al 1802, fu di grande aiuto al fratello in molti impegni diplomatici e nella negoziazione di trattati con il Mysore e l'Awadh.
Ritornò in Europa nel 1802. Nel 1807 venne eletto alla Camera dei Comuni come deputato sia per Athlone che per Eye. Scelse di sedersi per Eye (1807-1809).
Nel 1809, Wellesley divenne inviato Britannico in Spagna, mentre il fratello Mornington era stato fatto Segretario degli Esteri e il fratello Arthur comandante in capo dell'esercito alleato in Spagna. Insieme, i tre fratelli permisero che la campagna Peninsulare fosse un successo. Henry Wellesley fu nominato cavaliere nel 1812.
Rimase ambasciatore in Spagna fino al 1821. Nel 1823, Wellesley divenne ambasciatore in Austria, dove rimase fino al 1831. Benché fosse assai legato al Segretario agli Affari Esteri George Canning, che gli chiese di fargli da secondo in un duello con Lord Castlereagh, Wellesley riteneva che Canning non apprezzasse i suoi servizi considerandolo troppo conciliante.
Nel gennaio del 1828 Wellesley fu nominato Barone Cowley, grazie all'influenza esercitata dal fratello Arthur sul primo ministro Lord Goderich. Il suo ultimo incarico diplomatico fu quello di ambasciatore a Parigi, sotto il governo di Robert Peel (1835 e 1841-1846).

## Matrimoni

### Primo matrimonio
Sposò, il 20 settembre 1803 a Downham-Santon, Suffolk, Lady Charlotte Cadogan (11 luglio 1781 - 8 luglio 1853), figlia di Charles Cadogan, I conte Cadogan e Mary Churchill. Ebbero quattro figli:
- Henry Wellesley, I conte Cowley (17 giugno 1804 - 15 luglio 1884);
- Lord William Henry George (2 febbraio 1806 - 21 dicembre 1875), sposò Amelia St. John Niblock, ebbero sei figli;
- Lady Charlotte Arbuthnot (? - 21 novembre 1891), sposò Robert Grosvenor, I barone Ebury, ebbero un figlio;
- Reverendo Gerald (1809 - 17 settembre 1882), sposò Magdalen Montagu, ebbero un figlio.

La coppia divorziò nel 1810.

### Secondo matrimonio
Sposò, il 27 febbraio 1816 a Hatfield House, Lady Georgiana Cecil (20 marzo 1786 - 18 gennaio 1860), figlia di James Cecil, I marchese di Salisbury. Ebbero una figlia:
- Lady Georgiana Charlotte Mary (11 giugno 1817 - 2 agosto 1878) sposò William Bulwer, I barone Dalling, non ebbero figli;

## Morte
Nel 1846 si ritirò dall'attività diplomatica restando però a Parigi dove morì l'anno seguente.